# Mounir Obbadi
Mounir Obbadi (Meulan, Francia, 4 de abril de 1983) es un exfutbolista marroquí que jugaba de centrocampista.

## Clubes
| Club                          | País      | Año       |
| ----------------------------- | --------- | --------- |
| París Saint-Germain F. C. II  | Francia   | 2001-2004 |
| Angers S. C. O.               | Francia   | 2004-2006 |
| E. S. Troyes A. C.            | Francia   | 2006-2013 |
| Angers S. C. O. (cedido)      | Francia   | 2007      |
| A. S. Mónaco F. C.            | Francia   | 2013-2015 |
| Hellas Verona F. C. (cedido)  | Italia    | 2014-2015 |
| Lille O. S. C.                | Francia   | 2015-2017 |
| O. G. C. Niza                 | Francia   | 2017      |
| Raja Casablanca               | Marruecos | 2017-2018 |
| Stade Lavallois Mayenne F. C. | Francia   | 2018-2019 |
| A. S. Poissy                  | Francia   | 2019-2020 |
| Racing Club de France         | Francia   | 2020-2021 |